# King County Metro
King County Metro, o abreviado Metro, es la autoridad de transporte público del Condado de King, una división del Departamento de Transporte del Condado de King. Inicio operaciones el 1 de enero de 1973, pero la empresa data desde que Seattle Transit, fuese fundada y 1939, y Overlake Transit Service, fundada en 1927. Al 2014, opera 1,835 autobuses en 209 rutas. Al 2012 recibió más de 114 millones de pasajeros convirtiéndolo en la 8 agencia más grande del país. Metro employs 2,716 full- and part-time operators (year-end 2012).